# Bolchevique

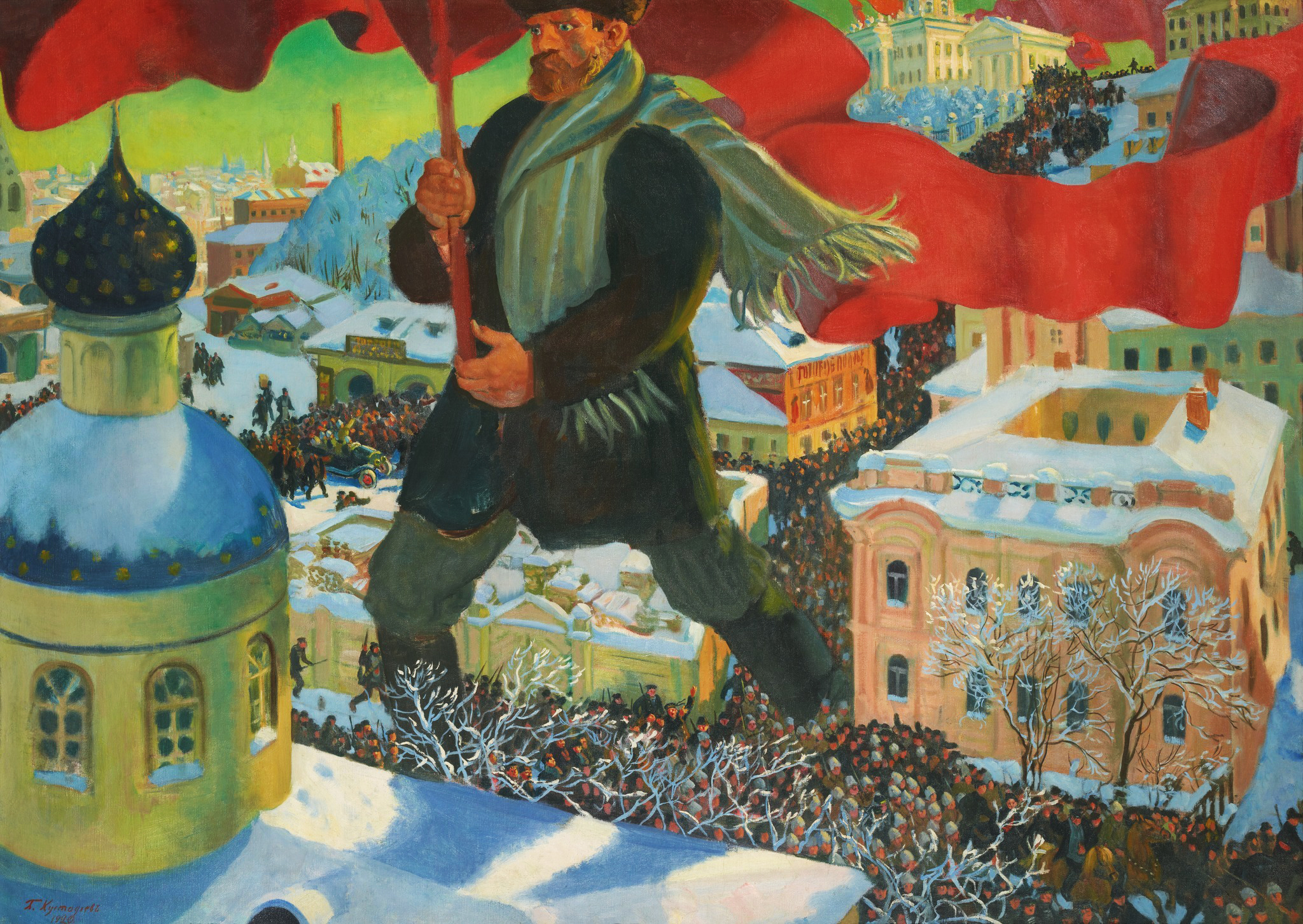
Bolshevik, de Boris Kustodiev, 1920

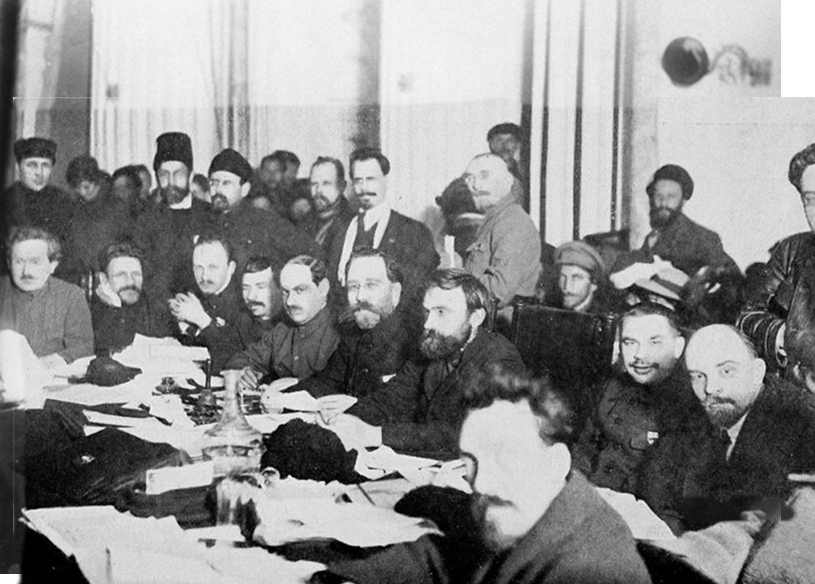
Encontro do Partido Bolchevique em 1920: sentados (da esquerda) Enukidze, Kalinin, Bukharin, Tomsky, Lashevich, Kamenev, Preobrazhensky, Serebryakov, Lenin e Rykov

Bolchevique (russo: большевик; transliteração francesa: "bolchevik"; transliteração inglesa: "bolshevik") era quem integrava um dos dois grupos que se formaram a partir da divisão do Partido Operário Social-Democrata Russo (POSDR), fundado em 1898. Os apoiantes de Vladmir Lenin ficaram conhecidos como bolcheviques, enquanto os apoiantes de Julius Martov e Georgy Plekanov ficaram conhecidos como mencheviques. Em russo, a palavra bolchevismo (bolscinstvó) significa maioria.
Os bolcheviques defendiam a revolução socialista, a instalação da ditadura do proletariado, com a aliança de operários e camponeses, enfim, acreditavam que o governo deveria ser diretamente controlado pelos trabalhadores. O segundo grupo, os mencheviques, ou minoria, (em russo: menscinstvó) acreditava em uma maneira mais moderada de socialismo, que deveria ser implantado após o pleno amadurecimento do capitalismo em terras russas.
No início do século XX, tanto em Portugal como no Brasil, foram inicialmente designados maximalistas.

## História
Os bolcheviques ficaram assim conhecidos no Segundo Congresso do POSDR em 1903 da cisão do Partido Operário Social-Democrata Russo (POSDR). Os mencheviques se opuseram a Lenin quando este propôs que o partido deveria constituir-se de uma elite revolucionária profissional, que deveria se dedicar exclusivamente ao ativismo político, e que seria sustentada por apoiadores e simpatizantes não-membros do partido. Os mencheviques se opuseram porque preferiam um partido com grande representação. Os mencheviques obtiveram o apoio da maioria dos delegados ao congresso, que se juntaram àquela facção, enquanto que a maior parte do comitê central, que era a instância máxima de decisão do partido, optou por apoiar as ideias de Lenin.
Os bolcheviques defendiam uma mudança radical de política para o povo, defendendo uma revolução socialista armada, caso necessário. Os mencheviques defendiam uma revolução moderada, permitindo primeiro a democracia e o pleno desenvolvimento do capitalismo para só depois implantar o socialismo.
Os bolcheviques acompanharam geralmente as exigências do movimento operário: para a indexação dos salários à inflação, contra a deterioração das condições de trabalho, ou para evitar que os patrões despedissem os seus trabalhadores. Também encorajaram os soldados a desafiar a autoridade dos seus oficiais e camponeses para partilharem a terra.
A decisão do Governo Provisório que emergiu da Revolução de Fevereiro de continuar a guerra - dois milhões de russos tinham morrido como resultado - e a sua recusa em responder às exigências do movimento operário tornou-a gradualmente impopular, reforçando os seus opositores como resultado.
Em Petrogrado, o voto bolchevique nas eleições municipais e parlamentares aumentou de 20% em Maio para 33% em Agosto e 45% em Novembro. Em Moscovo, aumentou de 11% em Junho para 51% em Setembro. No campo, no entanto, o Partido Bolchevique era muito menos influente. Os camponeses, que constituíam a maioria da população, simpatizavam geralmente com o Partido Socialista Revolucionário (o partido participou no governo provisório, mas ocorreu uma cisão, que levou à criação do partido Socialistas Revolucionários de Esquerda, antiguerra, que era próximo dos bolcheviques).
Em Julho de 1917, manifestações maciças de trabalhadores e soldados contra o governo provisório e a sua decisão de prosseguir a guerra levaram a uma nova onda de repressão bolchevique. O partido foi temporariamente banido e muitos dos seus representantes foram atirados para a prisão. Lenine e a maioria dos líderes de topo conseguiram ir para a clandestinidade, onde permaneceram até à Revolução de Outubro. O General Lavr Kornilov tentou um golpe de Estado para estabelecer um regime ditatorial e nacionalista. Para os bolcheviques, o passo final para a conquista do poder consistiu paradoxalmente em organizar a defesa do governo provisório, mas de tal forma que este último, que não sabia como se opor à tentativa de putsch, perdeu muita legitimidade. Com Kornilov derrotado, os bolcheviques decidiram derrubar o governo. Alguns dos seus líderes, contudo, como Grigory Zinoviev e Lev Kamenev, opuseram-se, argumentando em vez disso por um compromisso com o governo.
A Revolução de Outubro foi mais pacífica do que a de Fevereiro. Havia menos caos e menos tiros. Por esta razão, alguns historiadores consideram que foi mais um golpe de Estado. O Comité Revolucionário Militar do Soviete Petrogrado foi favorável aos bolcheviques e as suas decisões foram seguidas por um grande número de trabalhadores e soldados, porque era um soviete que eles tinham eleito e cujos membros podiam substituir. Assim, a maioria dos soldados da capital reagiu à decisão de derrubar o governo provisório, forçando os seus membros a fugir.
Pouco depois de os bolcheviques terem chegado ao poder durante a Revolução Russa de 1917, eles mudaram o seu nome para o Partido Comunista de Toda a Rússia (Bolcheviques) em 1918 e passaram a ser conhecidos apenas como Partido Comunista da União Soviética - PCUS após esse ponto. No entanto, não seria antes de 1952 que esse partido removeria formalmente a palavra bolchevique do seu nome.

### Velha Guarda
A Velha Guarda Bolchevique era formada pelos primeiros membros do grupo, que fundaram em 1900 ou que ingressaram antes da Revolução de 1917. O termo Velho Bolchevista (старый большевик) ficou como designação não-oficial dos membros do partido pré-1917.
Durante o governo de Stalin, grande parte da velha guarda foi removida do poder, durante os expurgos da década de 1920. Nos anos seguintes, inúmeros foram julgados, condenados, sentenciados à morte e executados por supostos crimes de traição à União Soviética e à revolução proletária. Outros foram enviados para prisões onde eram torturados e sofriam de trabalho forçado (Gulags).
Alguns, como Alexandra Kollontai e Anatóli Lunatcharski, foram enviados ao exterior como diplomatas. Vários opositores, notoriamente os trotskistas, estavam entre os supostos "criminosos" e "contra-revolucionários".
Por outro lado, o termo "Velho Bolchevique" e a expressão "Velha Guarda Bolchevique" também foram utilizados como autodescrição pelos líderes do Partido que se opuseram a Trotsky imediatamente após a Revolução de Outubro de 1917, aludindo ao fato de que, até às vésperas do evento, Trotsky não era membro do Partido Bolchevique, tendo se juntado ao pequeno grupo social-democrata dos Mejraiontsi e tendo entrado no partido de Lenin, a convite deste, apenas no fim do primeiro semestre de 1917.
Vários estabelecimentos e objetos na União Soviética e na Rússia foram batizados com o nome "Velho Bolchevique", como editoras, navios, embarcações, kolkhozes e assentamentos.

## Demografia das duas facções
O membro médio do partido era muito jovem: em 1907, 22% dos bolcheviques tinham menos de 20 anos de idade; 37% tinham entre 20 e 24 anos; e 16% tinham entre 25 e 29 anos de idade. Em 1905, 62% dos membros eram trabalhadores industriais (3% da população em 1897). Vinte e dois por cento dos bolcheviques eram da pequena nobreza (1,7% da população total) e 38% eram camponeses desenraizados; em comparação com 19% e 26% para os mencheviques. Em 1907, 78,3% dos bolcheviques eram russos e 10% eram judeus; em comparação com 34% e 20% para os mencheviques. O total de membros bolcheviques era de 8 400 em 1905, 13 000 em 1906 e 46 100 em 1907; em comparação com 8 400, 18 000 e 38 200 para os Mencheviques. Em 1910, ambas as facções juntas tinham menos de 100 000 membros.